# Накашидзе, Исрапил Османович
Исрапил Османович Накашидзе (1931 год, село Цхмориси, Кедский район, АССР Аджаристан, ССР Грузия — 2016 год, село Цхмориси, Кедский муниципалитет, Аджария, Грузия) — звеньевой колхоза имени Фрунзе Кедского района Аджарской АССР, Грузинская ССР. Герой Социалистического Труда (1949).

## Биография
Родился в 1923 году в крестьянской семье в селе Цхмориси Кедского района (сегодня — Кедский муниципалитет). После окончания 8 классов средней школы с 1947 года трудился рядовым колхозником в колхозе имени Фрунзе Кедского района. С 1948 года возглавлял комсомольско-молодёжное табаководческое звено.
В 1948 году звено под его руководством собрало в среднем с каждого гектара по 25 центнеров табачного листа сорта «Трапезонд» на участке площадью 0,05 гектара и 18,5 центнеров сорта «Самсун» на участке площадью 2,95 гектара. Указом Президиума Верховного Совета СССР от 18 июня 1949 года удостоен звания Героя Социалистического Труда за «получение высоких урожаев табака в 1948 года» с вручением ордена Ленина и золотой медали «Серп и Молот» (№ 3800).
Этим же Указом званием Героя Социалистического Труда был награждён звеньевой этого же колхоза Ахмед Шугейбович Абашидзе.
С 1957 года возглавлял звено в колхозе «Джинисцкали».
После выхода на пенсию в 1991 году проживал в родном селе Цхмориси Кедского муниципалитета. Умер в 2016 году.
Награды
- Герой Социалистического Труда
- Орден Ленина
- Орден Трудового Красного Знамени (26.02.1981)